# پرونده‌های سوءاستفاده جنسی هاروی واینستین

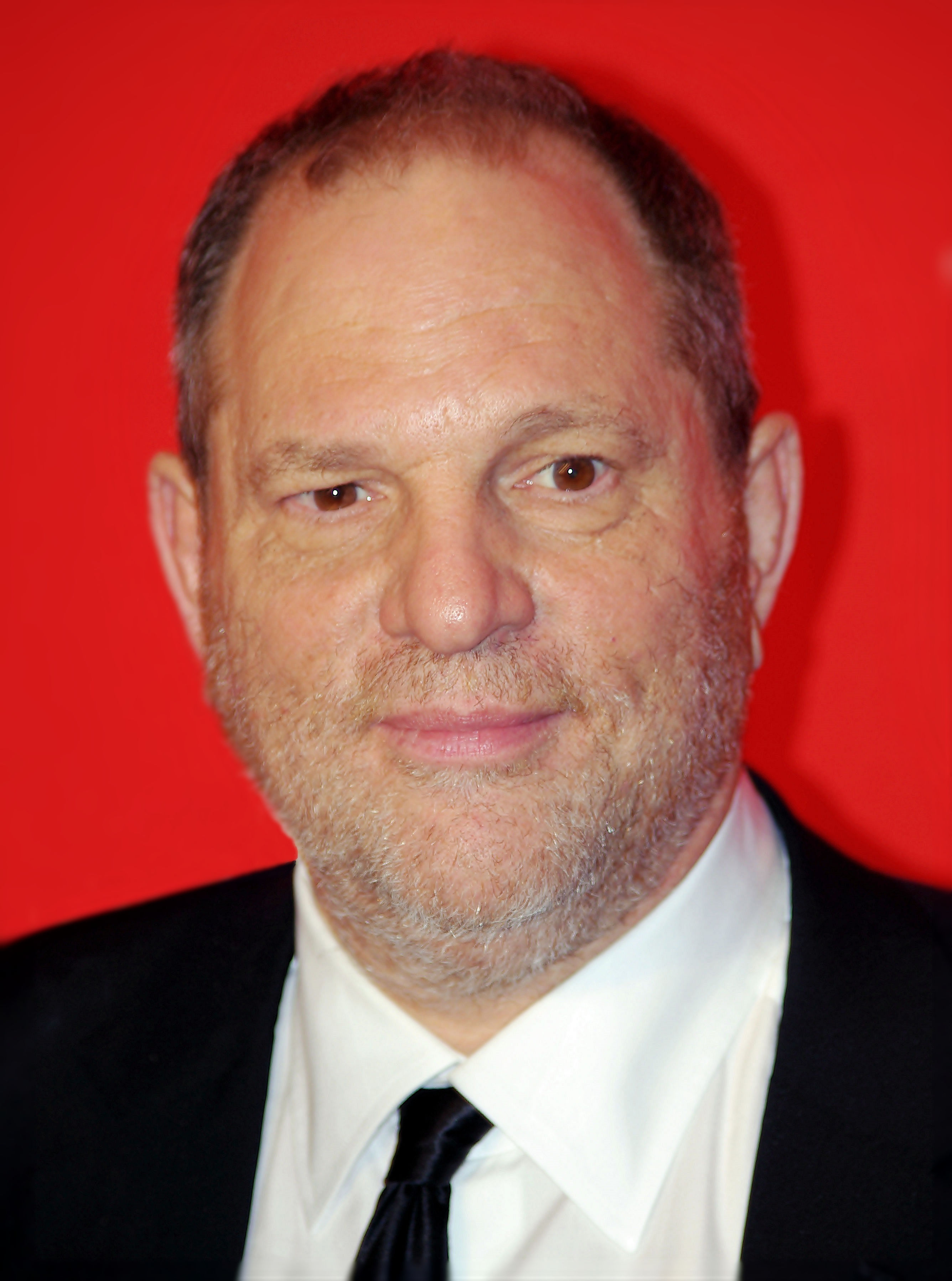
هاروی واینستین در سال ۲۰۱۱

در اکتبر ۲۰۱۷، نیویورک تایمز و نیویورکر، گزارش کردند که هاروی واینستین، تهیه‌کننده فیلم برجستهٔ آمریکایی، توسط چندین زن به آزار جنسی و تجاوز جنسی متهم شده‌است. در پی آن بسیاری از زنان مشغول در هالیوود نیز واینستین را به این اعمال متهم کردند. واینستین هرگونه «رابطهٔ جنسی بدون توافق» را تکذیب کرده‌است.
مدتی پس از انتشار اولین اتهامات، واینستین از شرکت خود، واینستین کمپانی، اخراج شد. همچنین وی از آکادمی علوم و هنرهای سینما و انجمن‌های حرفه‌ای دیگر بیرون رانده شد. تحقیقات جنایی در نیویورک، لوس آنجلس و لندن راجع به شکایت حداقل شش زن در جریان است.